# Monanthes anagensis
Monanthes anagensis Praeger es una especie de planta suculenta de la familia de las crasuláceas.

## Distribución geográfica
Es endémica de la isla de Tenerife en las islas Canarias. 

## Descripción
Dentro del género pertenece al grupo de especies perennes con hojas glabras o papilosas, más o menos opuestas y no arrosetadas. Se diferencia de M. laxiflora (DC.) Bolle, que es una especie similar, por las hojas estrechamente elípticas, 4-6 veces más largas que anchas y normalmente de color rojizo.

## Taxonomía
El género fue descrito por Robert Lloyd Praeger y publicado en Trans. Proc. Bot. Soc. Edinburgh 29: 216. 1925.
Etimología
Monanthes: nombre genérico que procede del griego antiguo monos, que significa "único" y anthos, que significa "flor", por las supuestas flores solitarias en cada pedúnculo.
anagensis: epíteto geográfico que alude a la zona de Anaga, en Tenerife, donde vive esta planta endémica. 